# بخش دنور، شهرستان راک، مینه سوتا
بخش دنور (به انگلیسی: Denver Township) یک منطقهٔ مسکونی در ایالات متحده آمریکا است که در شهرستان راک، مینه‌سوتا واقع شده‌است.
 بخش دنور ۸۸٫۵ کیلومتر مربع مساحت و ۲۱۲ نفر جمعیت دارد و ۵۲۴ متر بالاتر از سطح دریا واقع شده‌است.